# Tatjana Kostyrina

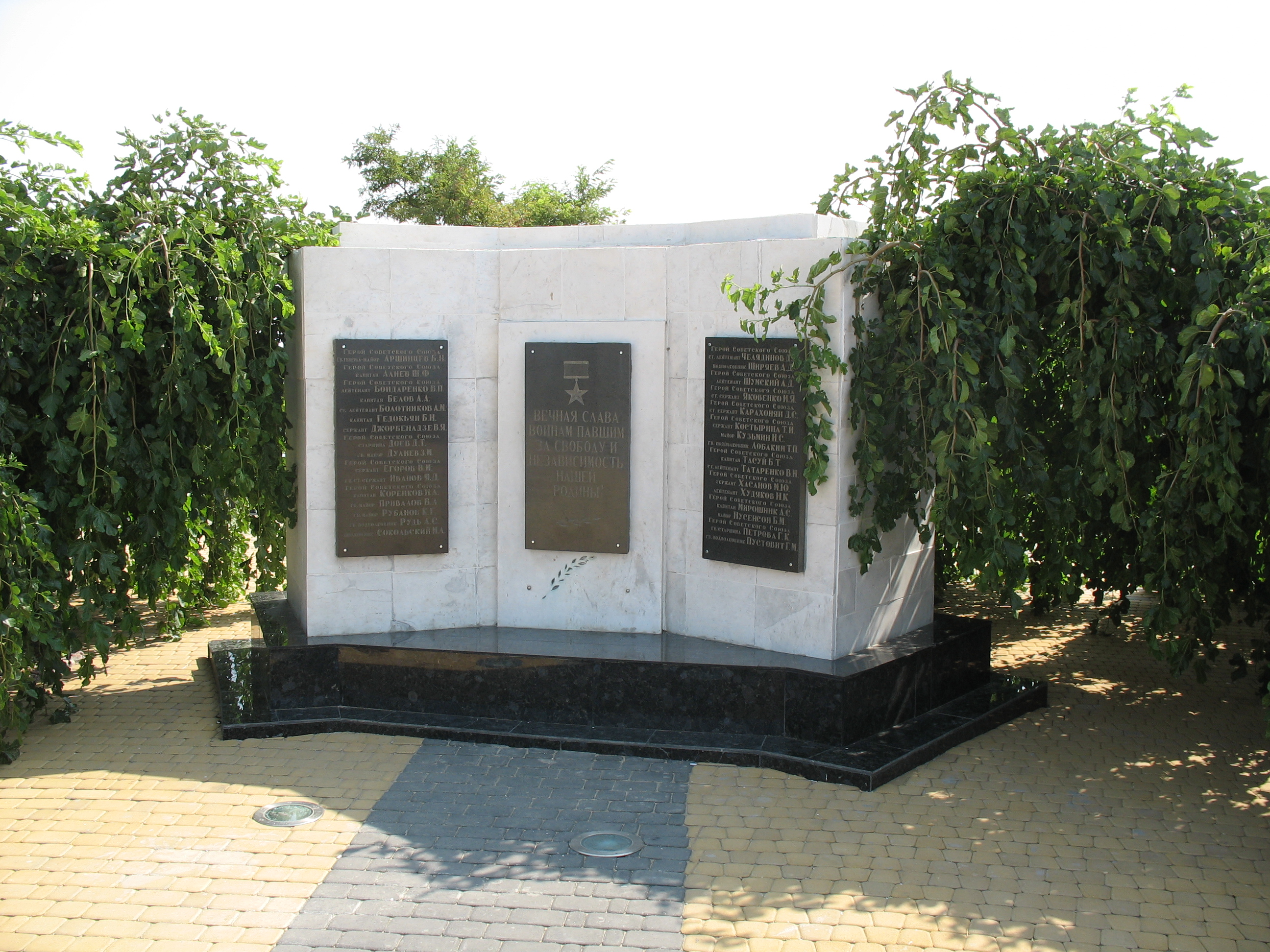
Stela żołnierzom zmarłym w operacji, Kercz, 2010

Tatjana Ignatowna Kostyrina (ros. Татьяна Игнатовна Костырина; ur. 1924 w Kropotkinie, zm. 22 listopada 1943 k. Kerczu) – radziecka snajperka, młodszy sierżant, Bohater Związku Radzieckiego (1944).

## Życiorys
Urodziła się w rodzinie chłopskiej. Skończyła 8 klas, od 1942 służyła w Armii Czerwonej, ukończyła kursy snajperów, od sierpnia 1942 walczyła w wojnie z Niemcami. Była snajperką 691 pułku strzeleckiego 383 Dywizji Strzeleckiej w Samodzielnej Armii Nadmorskiej w stopniu młodszego sierżanta, w walkach o wyzwolenie Kubania i Krymu spod niemieckiej okupacji zastrzeliła 120 żołnierzy i oficerów przeciwnika. 22 listopada 1943 w walce o miejscowość Adżimuszkaj (obecnie w granicach Kerczu) zastąpiła dowódcę batalionu i poprowadziła żołnierzy do ataku; zginęła w tej walce.
Uchwałą Prezydium Rady Najwyższej ZSRR z 16 maja 1944 pośmiertnie otrzymała tytuł Bohatera Związku Radzieckiego i Order Lenina. Jej imieniem nazwano wieś w rejonie lenińskim, gdzie postawiono jej popiersie, a także ulice w Kerczu i Kropotkinie.